# Кольцевая фотовспышка

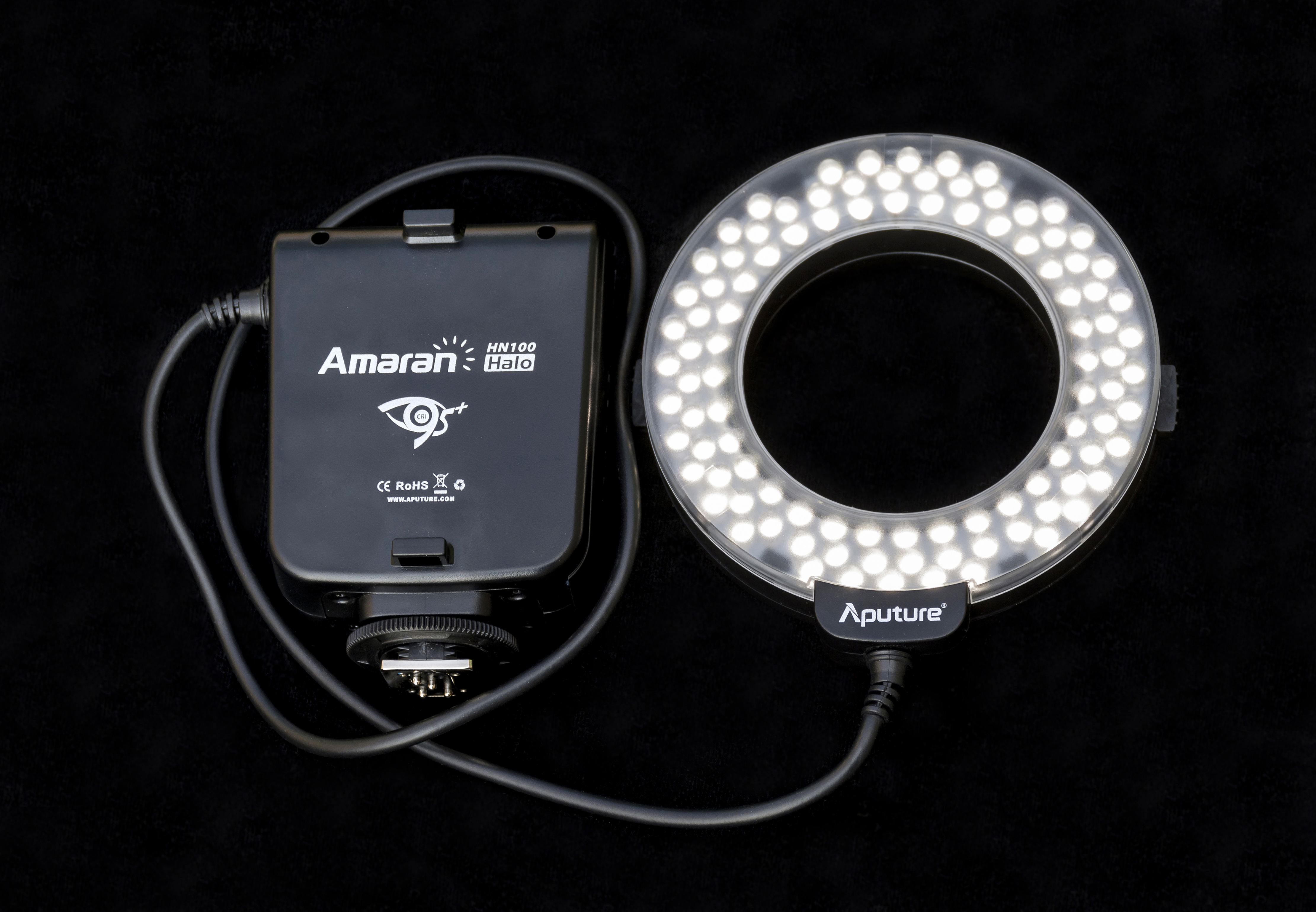
Светодиодная кольцевая фотовспышка

Кольцевая фотовспышка — фотовспышка в виде кольца, размещаемая вокруг объектива фотокамеры. В отличие от точечного источника света (и обычной фотовспышки без дополнительного рассеивателя в том числе), кольцевая фотовспышка даёт меньше теней, поскольку источник света максимально близок к оптической оси объектива. Была изобретена Лестером Дайном (Lester A. Dine) в 1952 для использования в фотографии зубов, но сегодня в основном используется в макросъёмке, портретной съёмке и фотографии в модельном бизнесе.

## Конструкция

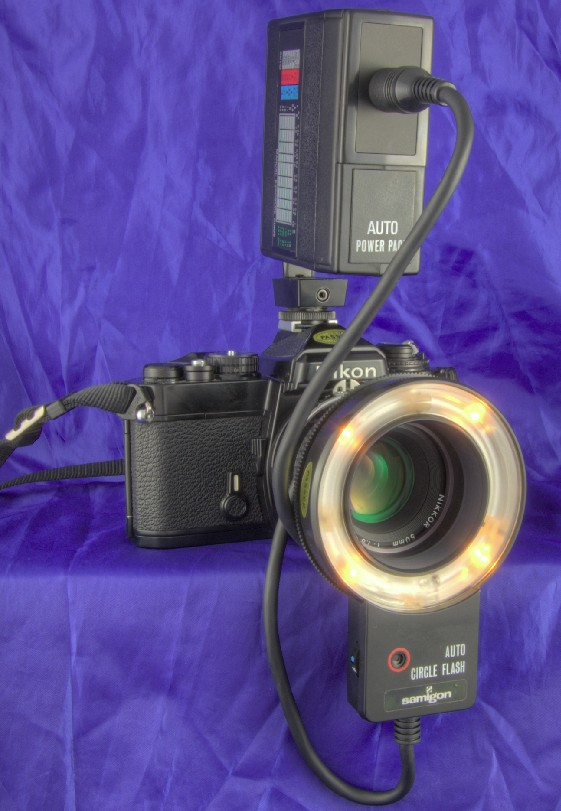
Кольцевая фотовспышка закрепленная на фотоаппарате

Кольцевая фотовспышка обычно состоит из управляющего блока, закрепляемого на башмаке, и кольцевому блоку с лампами, закрепляемому на объективе. Питание поступает от батареи в управляющем блоке и по кабелю передаётся в лампу. В мощных кольцевых фотовспышках и осветителях, используемых в основном при студийной съёмке, питание может поступать от внешнего источника или от электросети .
Свет обычно создаётся ксеноновой лампой-вспышкой или массивом из светодиодов. В некоторых фотовспышках множество ламп может включаться индивидуально. Часто фотовспышка содержит на кольце оптические элементы (линзы, рассеиватели), чтобы обеспечить равномерность засветки объекта.
Существуют приспособления, выполняющие схожие функции, но не имеющие своего источника света. Например, специализированные кольцевые рассеиватели света проводят свет от обычной фотовспышки к кольцу, вокруг объектива, обеспечивая аналогичную картину освещения.

## Применение
В макросъёмке
Когда расстояние от объекта до объектива относительно маленькое, то расстояние от вспышки до оптической оси становится заметным. Более того, даже сам диаметр кольца подсветки важен. Чем больше углов, с которых освещается объект — тем мягче тени, аналогичного эффекта добиваются с помощью софтбокса.
Кольцевые фотовспышки популярны в портретной и студийной съёмке, так как смягчают тени, создаваемые другими источниками света, и создают интересное кольцевое отражение вокруг зрачков модели.

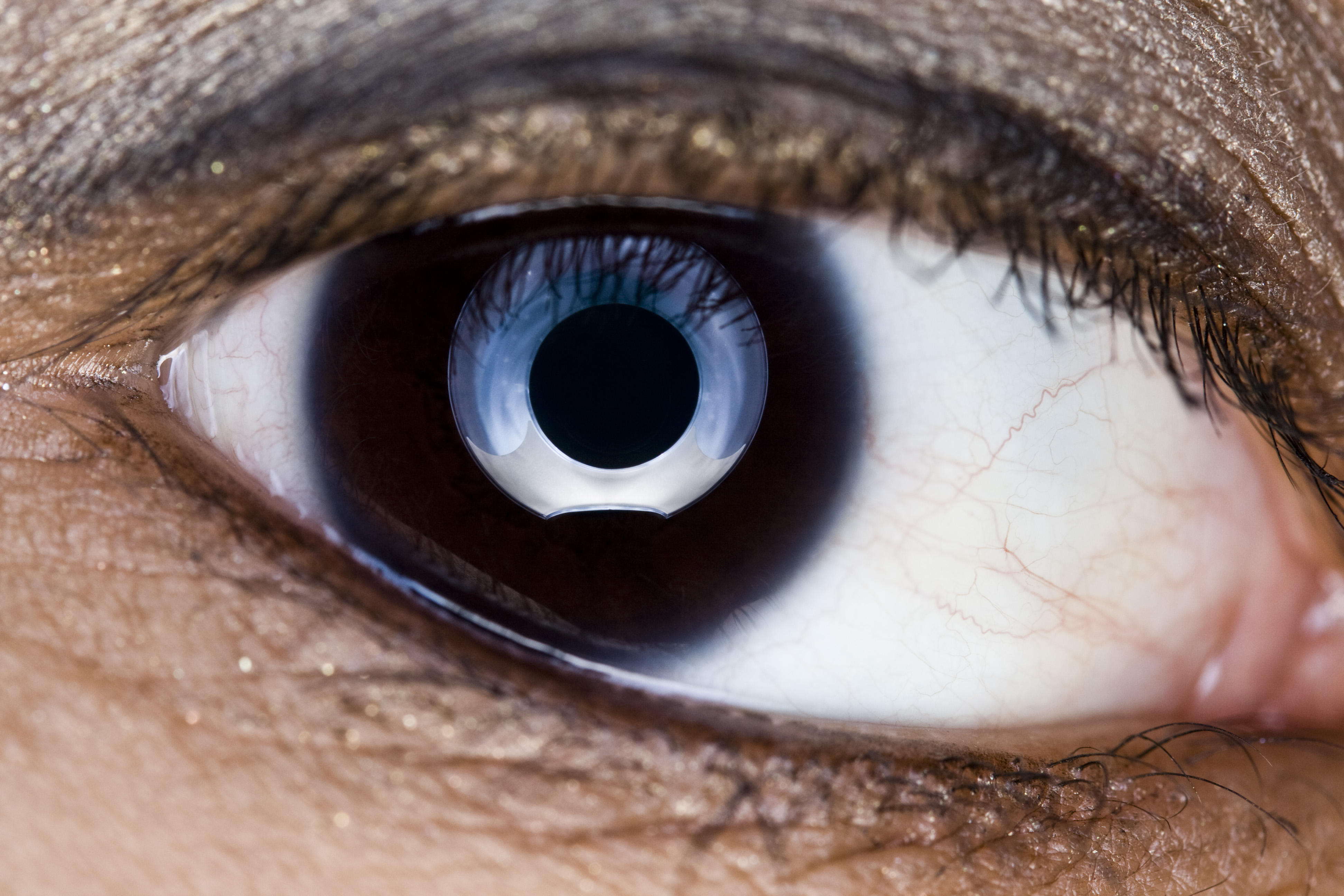
Крупный план отражения кольцевой фотовпышки на роговице глаза.
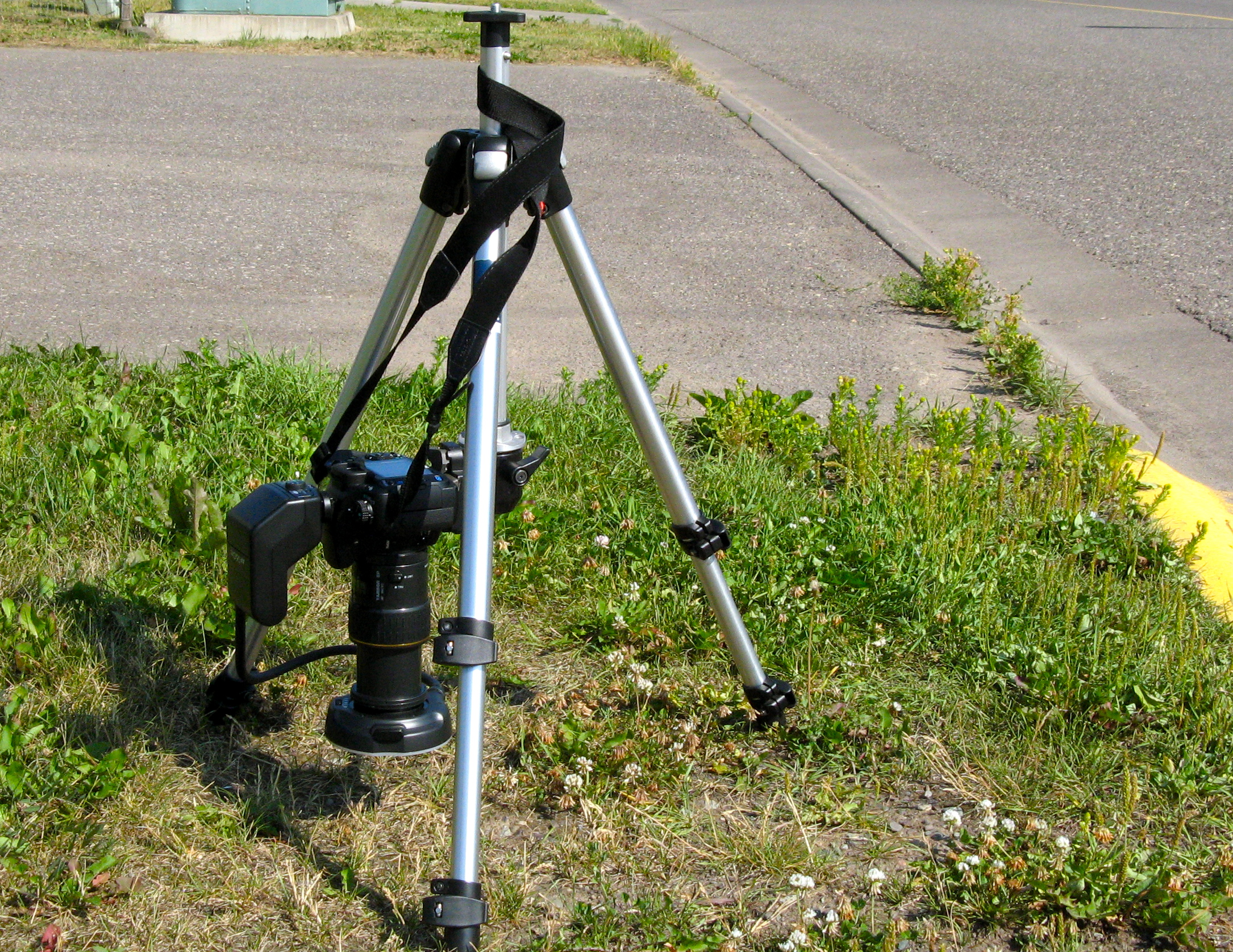
Кольцевая фотовспышка Pentax AF160FC на фотоаппарате Pentax K20D с макрообъективом, установленный на треноге для фотографирования муравьёв.
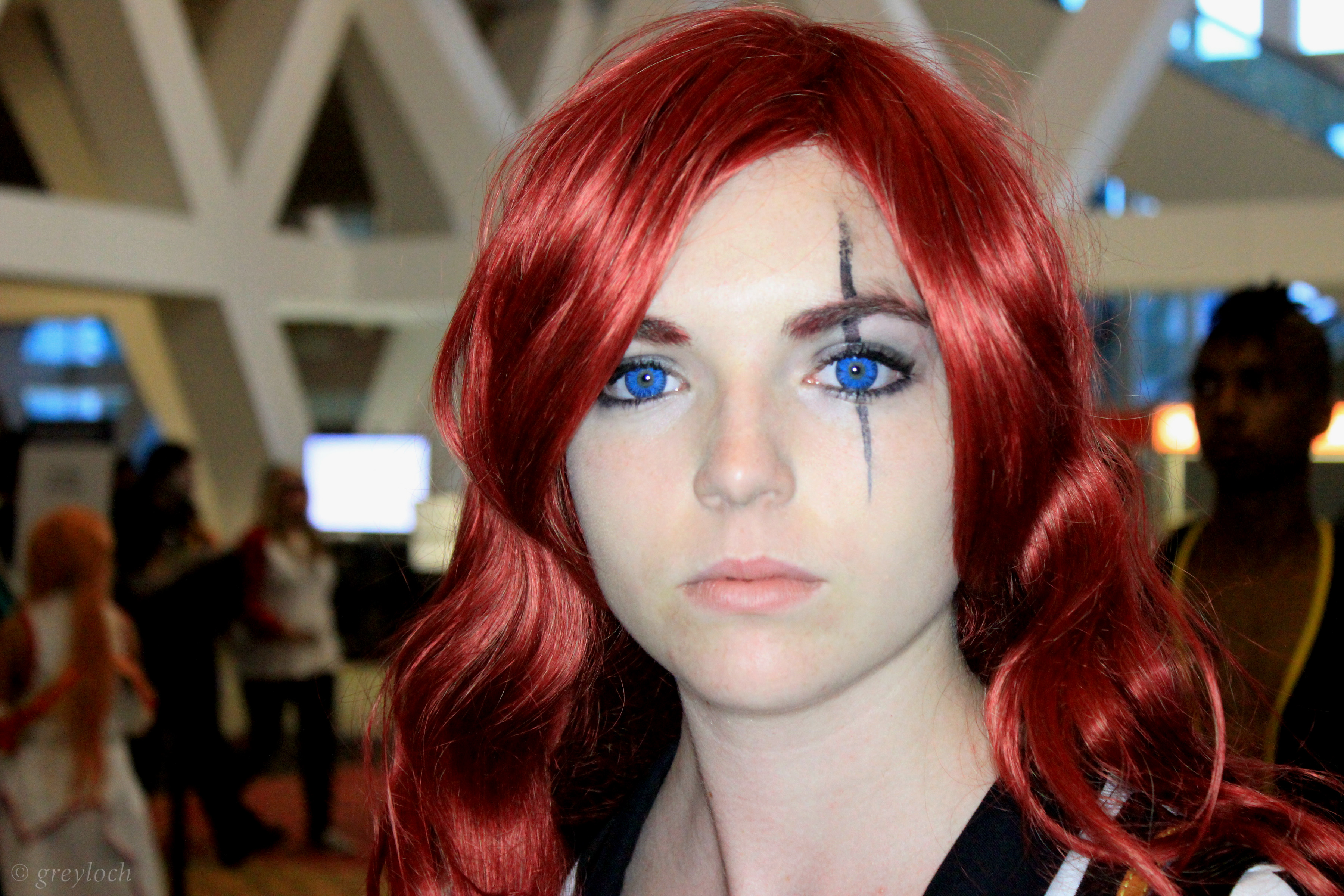
Модель, снятая с использованием кольцевой фотовспышки